# Хенсон, Мэтью
Мэ́тью Алекса́ндр Хе́нсон (англ. Matthew Alexander Henson, эскимосское имя Марипалук (гренл. Mahri-Pahluk), 1866—1955) — американский путешественник, постоянный сотрудник Роберта Пири на протяжении двадцати трёх лет. Считается первым афроамериканским полярником, участником первого достижения Северного полюса.
Происходил из семейства «свободных негров», получил начальное образование, но с отроческого возраста был вынужден самостоятельно зарабатывать на жизнь. Служил некоторое время на торговом судне, совершив несколько дальних плаваний, работал в магазине готового платья в Вашингтоне. В 1887 году поступил личным ассистентом и слугой к Роберту Пири, участвовал в его инженерной миссии в Никарагуа и во всех последующих экспедициях в Арктику. В 1909 году утверждал, что являлся участником группы четырёх эскимосов и самого Пири, которые достигли Северного полюса 6 апреля этого года, причём сам Хенсон опередил Пири на три четверти часа. С последней четверти XX века достижение Пири оспаривается рядом исследователей, но официально не опровергалось.
В 1912 году Хенсон опубликовал мемуарную книгу «Негр-исследователь на Северном полюсе». После окончания экспедиций он в течение трёх десятилетий проработал на Нью-Йоркской таможне. В 1937 году он стал первым чернокожим, принятым в Клуб исследователей, в 1944 году удостоен Медали Пири за достижения в области полярных исследований. Незадолго до смерти был принят в Белом доме. В 1988 году прах Хенсона и его жены был перезахоронен на Арлингтонском национальном кладбище, в 2000 году он был посмертно удостоен Медали Хаббарда и в 2009 году — Медали Каллума.

## Ранние годы (1866—1887)
«Свободные негры» Лемюэль Хенсон и Кэролайн, урождённая Уотерс, были арендаторами табачной фермы в Нэнджмое в округе Чарльз на берегу Потомака, примерно в 44 милях к югу от Вашингтона. Дискутируется родственная связь Лемюэля и Джосайи Хенсона — прототипа героя романа Бичер-Стоу. Судя по результатам переписи населения, у Хенсонов были трое детей, Мэтью был средним. Он появился на свет 8 августа 1866 года (или годом ранее — данные переписей были противоречивы). В 1866 году власти штата Мэриленд отменили рабство (действие Прокламации об освобождении не распространялось на штаты Союза), что привело к обострению межрасовых отношений и террору Ку-клукс-клана. Поэтому в 1867 году Хенсоны перебрались в округ Колумбия, поселившись в трущобном Джорджтауне. В 1868 году (или 1873) скончалась Кэролайн Хенсон, дата кончины отца неизвестна; ранее он успел жениться ещё раз. Сам Мэтью Хенсон утверждал, что осиротел тринадцати лет от роду, после чего был вынужден сам зарабатывать на жизнь. До этого он успел окончить шесть классов школы «на N-стрит», предположительно, это была средняя школа Данбар, которая располагалась на М-стрит. Биография Хенсона до 1879 года может быть реконструирована лишь приблизительно. Согласно поздним воспоминаниям, около девяти месяцев 1878 года он проработал в харчевне некой Джейни Мур, где мыл посуду, получая постой и жалованье в 1 доллар в неделю.
В 1880 году Мэтт Хенсон добрался до Балтимора, где поступил юнгой на трёхмачтовый корабль «Кэти Хайнс» капитана Чайлдса. Он стал разнорабочим и матросом, побывал в Южной Америке, Китае, Южной Африке и на Чёрном море и был списан на берег около 1884 или 1885 года, когда Чайлдс на пути с Ямайки скончался в море. Не ужившись на тюленебойной шхуне, Хенсон был вынужден браться за любую работу. Сделавшись в море хорошим плотником, он не мог устроиться на работу в штатах Восточного побережья, так как для этого требовалось быть членом профсоюза, а туда не принимали негров. Он сменил места: грузчика в Бостоне, сторожа в Буффало и так далее. Наконец, в Вашингтоне он получил место кладовщика в магазине готового платья B. H. Stinemetz and Sons. Здесь произошло знакомство с Робертом Пири, который был направлен инженером для разведки трассы Никарагуанского канала. Пири, совершив путешествие в Гренландию, реализовывал в магазине привезённые с Севера меха. В результате Мэтт был взят на полгода «личным помощником» с жалованьем в 20 долларов в месяц, одеждой и питанием; при этом ему гарантировалось трудоустройство на прежнем месте после возвращения. В Никарагуа Пири и Хенсон отправились в ноябре 1887 года.

## На службе у Роберта Пири (1887—1909)

### Никарагуа
Команда Пири направлялась в Сан-Хуан-дель-Норте и включала 35 нанятых инженеров и десятников и 100 разнорабочих, преимущественно ямайцев, привычных к тяжёлому тропическому климату. Высадка на берег прошла 9 декабря 1887 года, лагерь разбили за городом. Команда была разделена на геодезические отряды, за каждым из которых был закреплён один участок трассы. Главной задачей Пири было определить, имеются ли участки горной породы, пригодной для основания шлюзов, и объём вод, пригодных для заполнения русла канала. Хенсон постоянно находился в базовом лагере, обустраивая удобства для своего начальника. Будучи хорошим плотником, он сделал письменный стол, шкафы для книг и имущества; также в обязанности Мэтта входила стирка одежды и чистка обуви, а также контроль качества питания. Поскольку один из десятников уволился, Пири поставил на его место Хенсона, кроме того, он помогал геодезистам. Пири нравилось то, что его помощник не жаловался на жару и насекомых; в свою очередь, Хенсон отмечал, что Роберту не был свойственен бытовой расизм, но он был очень замкнутым и отстранённым человеком. До общения с Мэтью Пири, вероятно, не пересекался с чёрными американцами. В штате Мэн, где он формировался как личность, рабства никогда не было, мало было и негров. В одной из своих статей 1885 года Пири писал, что белые, колонизируя отдалённые уголки земного шара, должны брать местных женщин, чтобы «вывести расу, сочетающую ум и энергию отцов с выносливостью и приспособленностью матерей». Если даже он в теории и признавал неполноценность цветных рас и народов, это никогда не проявлялось в деятельности Роберта Пири: он искренне уважал как своих эскимосских помощников, так и негра Мэтью, и обращался с ними как с равными. После семи месяцев совместной работы Пири предложил Хенсону присоединиться к планируемой экспедиции в Арктику. В дневнике он характеризовал своего помощника как «умного, верного, отважного, обладающего выносливостью выше средней» — качества, которые в XIX веке приписывались исключительно народам белой расы. В свою очередь, для Хенсона Пири был единственным в своём роде работодателем, который сохранял его личное достоинство и мог удовлетворить желание путешествовать и открывать мир.

### Женитьба. Первая экспедиция в Гренландию

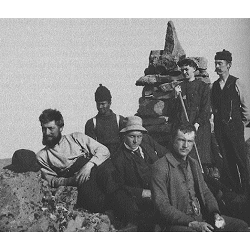
Слева направо: Ф. Кук, М. Хенсон, Э. Аструп, Дж. Вергоев, Джозефина и Роберт Пири

Вернувшись в США в августе 1888 года, Хенсон не сумел найти работу и писал Пири, испрашивая места в новой экспедиции. Когда это не удалось, Мэтью вернулся в магазин готовой одежды, и лишь в январе 1889 года Пири предложил перевести его на военно-морскую верфь в Филадельфии, куда был назначен сам Роберт. Весной 1890 года Хенсон получил место посыльного за 15 долларов в неделю и снял квартиру в доме 1524 на Бертон-стрит — в самом центре чёрного квартала. В сентябре 1890 года он познакомился с 22-летней Евой Хелен Флинт, которая работала продавщицей; они сошлись на почве любви к красивым нарядам. Флинты были чёрной семьёй среднего класса, переехавшей в Пенсильванию из округа Колумбия. Хенсон показался перспективным женихом, поскольку его работа на верфи гарантировала ему государственную пенсию после достижения определённого трудового стажа. Однако у Хенсона не было средств для содержания собственного дома, и вопрос о женитьбе затягивался. В феврале 1891 года Пири пригласил Мэтью личным ассистентом в новую экспедицию на северо-запад Гренландии, что обеспечивало ему общественное признание. Однако ему не собирались предоставлять отпуска и не было гарантии, что он сможет вернуться на верфь. Поскольку экспедиция была стеснена в средствах, гонорар был символическим: всего 50 долларов в год. Ева, как и её отец, не были от этого в восторге, но сопротивление Флинтов было сломлено лично Робертом Пири и его женой Джозефиной, которая тоже отправлялась в экспедицию. 13 апреля 1891 года прошла гражданская церемония бракосочетания, а через три дня Мэтью и Ева обвенчались в присутствии друзей и членов семьи. Два последующих месяца Хенсон жил в семье Флинтов; 6 июня 1891 года баркентина «Кайт» покинула пристань Бруклина.

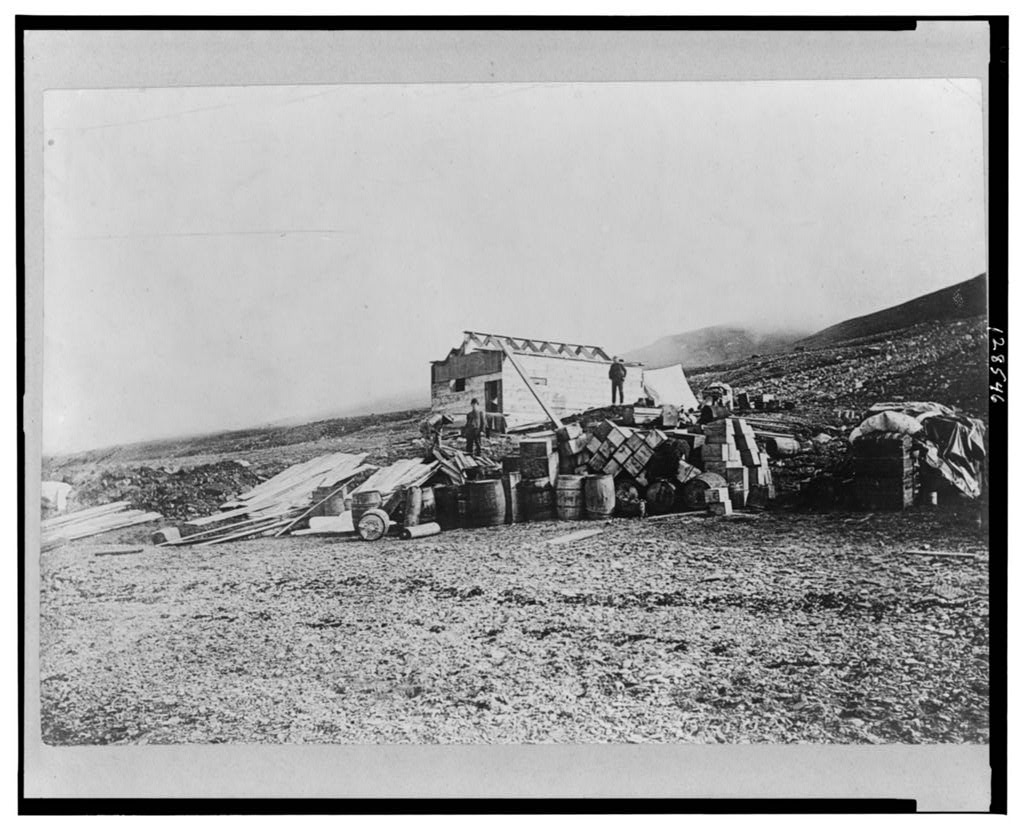
Возведение базы Редклифф

Хенсон подписал такой же контракт, как и все остальные экспедиционеры: он обязывался следовать всем указаниям Пири, «которые являются целесообразными и желательными, неважно, определены они в настоящий момент или нет». Все письменные и визуальные материалы, добытые экспедицией, принадлежали начальнику и не могли быть опубликованы частным образом ранее, чем через четыре месяца после возвращения. Единоначалие Пири устанавливалось от момента отплытия и до полного окончания экспедиции. В состав команды вошли также врач Фредерик Кук, норвежец-лыжник Эйвин Аструп и геолог Джон Вергоев, который пожертвовал в фонд экспедиции 2000 долларов и постоянно конфликтовал с начальником на этой почве. Общественное мнение было немало фраппировано как присутствием в мужской команде миссис Пири, так и чернокожего Хенсона. При этом оказалось, что именно у Хенсона имелся наибольший морской опыт, больший, чем даже у служащего ВМФ Пири. 26 июля 1891 года команда высадилась в проливе Вольстенхольм недалеко от Итиллека, где близ устья залива Хенсон возвёл двухкомнатный зимовочный дом, названный по цвету близлежащих скал Редклиффом. Начальник перед самой высадкой сломал лодыжку и вынужденно бездействовал. Новоселье совпало с 25-летием Хенсона — 8 августа, и Джозефина Пири устроила по этому поводу «приём», на котором юбиляр получил право самому выбрать меню и количество пищи, которое он сможет потребить. В мемуарах Мэтью описывал это чуть ли не как самое значительное событие в своей тогдашней жизни. Зимовочный дом имел размеры 21 на 12 футов при высоте 8 футов; в маленьком отсеке квартировали супруги Пири, в большом была кают-компания и спальня всех остальных участников команды. Для теплоизоляции все швы были проклеены бумагой, а стены изолированы индейскими шерстяными одеялами красного цвета. Снаружи стены были перекрыты ящиками с припасами, которые образовывали веранду с брезентовой крышей.
Полярной осенью и зимой команда приучалась выживать в арктической природе, а также исследовала окрестности своего логова. Полярной весной Пири отправился на достижение самой северной точки Гренландии, рассчитывая пересечь весь остров до крайнего востока. На базе остались миссис Пири и Вергоев, которые не переносили друг друга; вдобавок Пири, вероятно, опасался оспаривания своего лидерства в полевых условиях. Вергоев был кентуккийцем с буйным нравом, который успел испортить отношения со всеми, в том числе с Хенсоном. Геолога шокировало, что Пири и Кук общаются с негром на равных, и он всячески пытался его уязвить. Когда Хенсон обморозил пятку и вернулся на базу, конфликт вспыхнул с новой силой. Однажды Вергоев устроил драку, когда ассистент задрал травмированную ногу на стол, затем возмутился, что когда проспал вахту, Хенсон снял показания приборов без его указаний. Они скандалили так часто, что Джозефина выгнала их из дома. После возвращения на базу Кука и биолога Гибсона поводов для конфликтов стало больше. Кук и Гибсон однажды поругались с Хенсоном из-за вопроса о предоставлении чернокожим права голоса, не одобряли они и попыток негра изучать язык местных эскимосов. Впрочем, именно Хенсон первым более или менее освоил язык и часто посещал стойбище аборигенов, выучился ремеслу каюра и строительству иглу. Это было связано с планами Пири, которые в дальнейшем полностью оправдались: эскимосы должны были охотиться, снабжать экспедицию свежим мясом и шить полярную одежду, служить погонщиками ездовых собак и так далее. Расплачиваться предполагалось металлическими инструментами и утварью, ружьями и боеприпасами, поделочной древесиной. Оказалось также, что эскимосов крайне забавляла внешность как Джозефины, с её чертами лица и белой кожей, так и чёрная кожа Мэтью. Э. Долан утверждал, что эскимосы быстрее всех пошли на контакт с Хенсоном, потому что считали его ближе к себе по природе, чем прочих американцев. Расист Вергоев с возмущением писал в дневнике, что Кук и Гибсон пользовались услугами эскимосских женщин, а когда с аборигенами возник конфликт, они предложили Хенсону охранять миссис Пири и сопроводить её на вспомогательную базу, обустроенную её мужем. В отсутствие жены начальника врач и биолог привели в зимовье четырёх эскимосок и вели себя разнузданно, о чём также свидетельствовал Вергоев. Со временем Кук и Хенсон стали друзьями; после возвращения Мэтью поселили в нью-йоркской квартире матери врача, пока тот оправлялся после сильного приступа снежной слепоты, полученной незадолго до того.

### Неудачи 1890-х годов

#### Экспедиция 1893—1895 годов

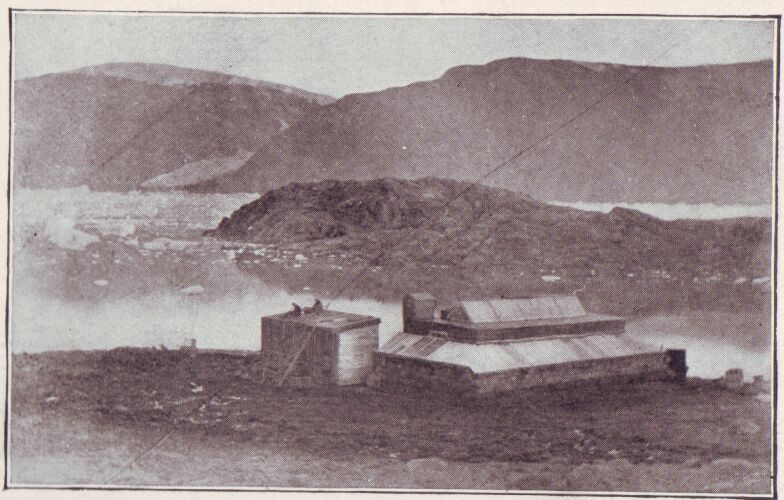
Экспедиционная база Пири в 1893—1895 годах

После возвращения в США Хенсон остался со своим патроном. Роберт Пири считал своим главным соперником в Арктике норвежца Фритьофа Нансена, который в 1892 году обнародовал оригинальный план достижения Северного полюса: вморозив в дрейфующие льды специально построенный корабль. Пири намеревался в кратчайшие сроки собрать вторую экспедицию, попытавшись достигнуть полюса от северного побережья Гренландии, используя открытый в предыдущем походе Индепенденс-фьорд в качестве стационарной базы. Поскольку финансирование было крайне недостаточным, Пири обратился к рекламе. В январе — марте 1893 года он отправился в большое турне по штатам Среднего Запада, в котором задействовал и Хенсона. Мэтью позировал в эскимосской одежде, правил собачьей упряжкой, а прибыв в новый город, обязательно устраивал пробег на упряжных собаках по главной улице для привлечения внимания. Билеты продавались хорошо, за 103 дня путешественники провели 168 лекций, заработав 13 000 долларов чистой прибыли. Новая команда включала 11 человек, из которых ветеранами были сами супруги Пири, Аструп и Хенсон. Джозефина была беременна, но, несмотря на риск, взяла няньку и отправилась с мужем в экспедицию. 12 сентября 1893 года Джозефина родила дочь, названную Мэри. Местные эскимосы, поражённые цветом её кожи, прозвали девочку «Снежное дитя». Экспедиция проходила очень тяжело, несмотря на отличное оснащение. 31 октября от берегового ледника отделился айсберг, вызвав опустошительную приливную волну. Почти все запасы топлива были смыты в залив Мелвилл. К марту 1894 года закончился уголь, после чего пришлось охотиться на моржей и жечь в печке их ворвань. Во внутренних помещениях базы поддерживалась температура около точки замерзания воды, по углам лёд намерзал слоем до дюйма толщиной.
После окончания полярной ночи Хенсон впервые оказался на грани неповиновения начальству: Пири считал, что полностью может доверять только Мэтью и не включил его в санный отряд. Хенсону предстояло охранять Джозефину с новорождённой Мэри и эвакуировать их в США, если Роберт не успеет вернуться к прибытию экспедиционного судна. Отчасти выбор Пири был порождён его теорией: Роберт считал, что жилистые люди небольшого роста лучше противостоят экстремальным природным условиям, а Мэтью уже много раз демонстрировал ум, быстроту реакции и способности быстро решать возникающие проблемы. Вдобавок именно Хенсон во время зимовки построил несколько саней по образцу эскимосских; материалом послужила американская горная ель. Кроме самого Мэтью, навыками строительства и ремонта нарт, а также возведения иглу, в команде обладал один Аструп. 6 марта 1894 года Пири и Аструп в сопровождении шести американцев и пяти эскимосов двинулись на север. Припасы были погружены на двенадцать саней, запряжённых 92 собаками. Поход оказался неудачным: всего не шестой день журналист Ли сильно обморозил ногу, а Э. Аструп отравился несвежим пеммиканом и не мог продолжать путь. Это срывало первоначальный план: Пири рассчитывал разделить партию на три отряда, из которых один должен был достигнуть предельной точки, а остальные осуществлять снабжение. Вдобавок за шесть первых дней было пройдено всего 35 миль. Ещё через два дня дезертировали эскимосы, который считали внутренние области ледника царством смерти. Пири упорно двигался до 22 марта, когда началась пурга на тридцатипятиградусном морозе (по Цельсию). После урагана пала половина собак, и пришлось вернуть на базу ещё двух американцев: Дэвидсона и врача Энтрикина. После очередного урагана Пири был вынужден отступить: были повреждены все сани, сам начальник страдал снежной слепотой. 10 апреля американцы выгрузили 1000 фунтов припасов для промежуточного склада и двинулись налегке, возвратившись на базу 20-го числа. У Пири была тяжелейшая депрессия, более всего он боялся осуждения в прессе и отказа спонсоров продолжать финансировать его предприятие. Чтобы хоть как-то оправдать ожидания публики, Роберт решил найти и привезти в США гигантский железный метеорит, который покоился где-то у мыса Йорк и был открыт капитаном Россом ещё в 1818 году. Эскимос Таллакотея в обмен на винтовку брался проводить Пири и журналиста Ли до обломков. Трёхнедельный поход начался 16 мая и увенчался полным успехом.

Мэтью Хенсон позирует на санях эскимосского образца в полярной одежде

Всё это время Хенсон заведовал хозяйством на базе, добывал с эскимосами-охотниками дичь, помогал Джозефине в готовке и уборке, а также катал маленькую Мэри на свежем воздухе. Товарищем новорождённой Мэри был пятилетний эскимос Кудлукту, чья мать в предыдущей экспедиции шила зимнюю одежду. Поскольку она умерла, смышлёный мальчик обосновался на базе у американцев, став своего рода «сыном полка». Психологическая обстановка в экспедиции была напряжённой: люди сомневались в правильности планов Пири и его лидерских качествах, упала дисциплина, вдобавок супруги Пири тратили много топлива и горячей воды, в ущерб всем остальным. Доктор Винсент оказался расистом и третировал Хенсона. Только 31 июля 1894 года прибыл промысловый корабль «Фалкон» ньюфаундлендского капитана Гарри Бартлетта. Оказалось, что родственники и покровители Пири финансировали спасательную экспедицию и требовали немедленного возвращения Джозефины. Поскольку Нансен так и не вернулся, Пири решил остаться в Арктике ещё на один сезон, завершив неудавшийся поход. Поскольку у него не было денег, он просил своих спутников остаться на добровольных началах; возвращаться в будущем году пришлось бы через датские колонии на юго-восточном побережье. Хенсон оставался на вторую зимовку, как и журналист Ли; прочие возвращались.
В весенний сезон 1895 года Пири располагал шестью эскимосами и шестьюдесятью собаками, запряжёнными в шесть нарт. Хенсон был хранителем снаряжения, тогда как Пири и Ли загрузили свои нарты сырым мясом моржей и оленей. Первым разочарованием стала потеря заложенного в прошлом году склада с запасами галет, сухого молока и концентрата горохового супа; склад был полностью погребён под снегом. Второй промежуточный склад — самый малый — был найден собаками и содержал десять ящиков галет и ящик сгущённого молока. Поскольку в прошлом году была оставлена веха, удалось определить, что запасы были завалены девятифутовым слоем снега. Мороз не превышал четырнадцати градусов и не было сильного ветра, что делало переходы лёгкими: за шесть дней было покрыто то же расстояние, которое в предыдущем году потребовало месяц усилий. Однако веху большого склада не удавалось найти, что делало невозможным дальнейший поход. Ли и Хенсон решили рискнуть, поэтому Пири отпустил эскимосов, оставив себе их припасы и 42 собаки. После ухода эскимосов резко ухудшилась погода, сложнее стало управляться с собаками. Ли вновь отморозил повреждённую в прошлом году ногу, а Пири рассчитал, что работоспособность экспедиционеров упала наполовину. Начался массовый падёж собак, которых к началу мая осталось 17 особей (павших скармливали их товарищам). Сани и обувь были сильно повреждены краями заструг. Наконец, имея всего 11 собак, команда добралась до Индепенденс-фьорда, проделав 500 миль пути за пять недель. 15 мая охотники забили стадо овцебыков: шестерых взрослых животных и четырёх телят, восстановив свои силы и создав запасы для возвращения. Однако Пири так и не смог обнаружить пологого спуска к морскому побережью, рассчитывая воспользоваться им для дальнейшего продвижения к полюсу. Когда команда Пири повернула на базу, у них осталось девять собак.

#### Развод

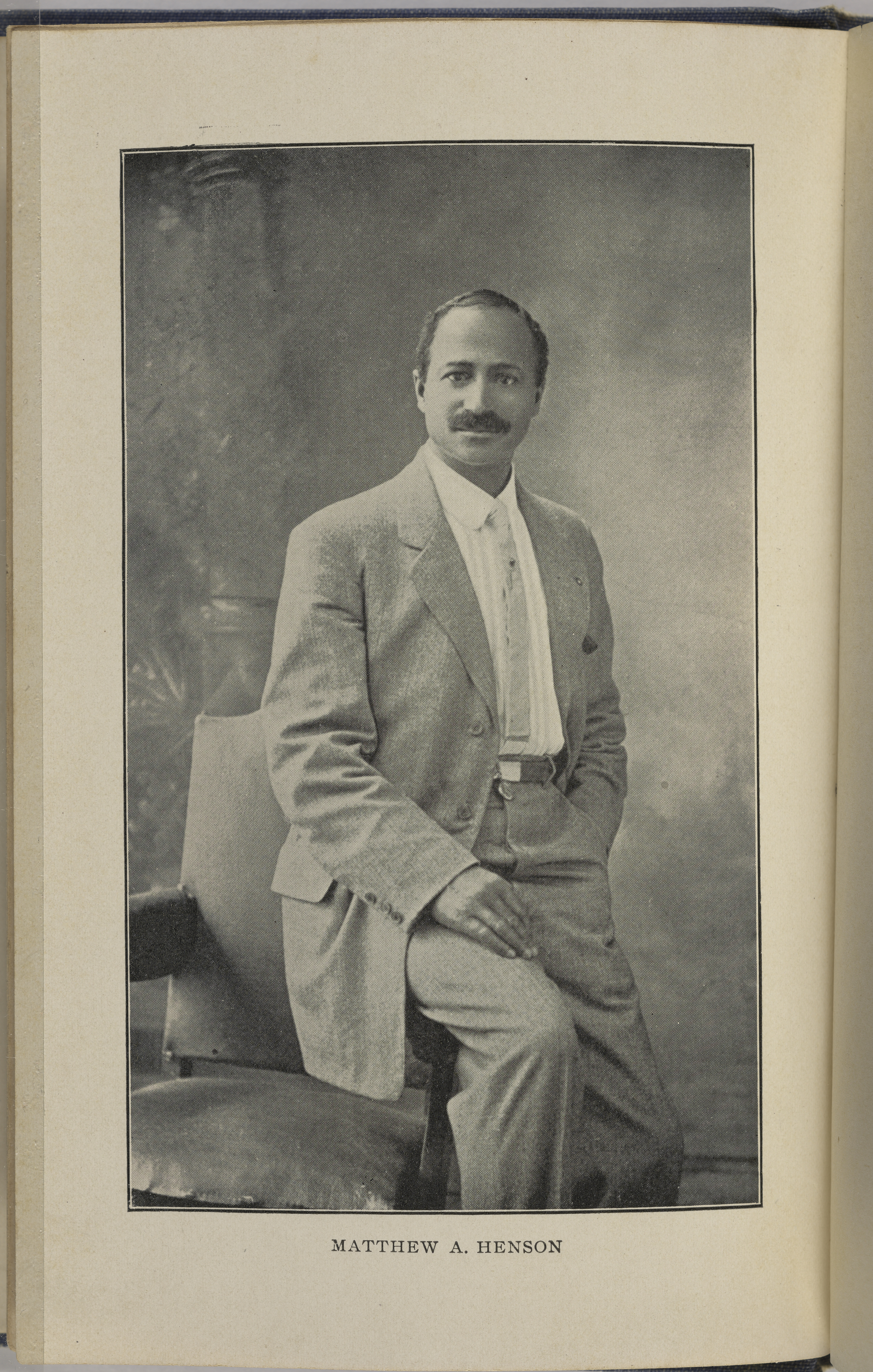
Фотопортрет Хенсона, помещённый на фронтисписе его мемуаров

После возвращения в США Хенсон вновь стал помогать своему начальнику зарабатывать деньги, как и в прошлый раз. Он выступал на лекциях в эскимосской одежде и правил упряжкой. В 1896 году Пири доверил ему самостоятельную роль в документальной пьесе «Под полярной звездой», которую давали во время лекционных выступлений. Работа оказалась настолько утомительной, что в письме 7 ноября 1896 года Хенсон жаловался, что болеет и не сможет больше управляться с собаками на сцене. Напоминал он и об обещанном месте в Американском музее естественной истории. К тому времени брак путешественника распался. Ева Хенсон не захотела быть «соломенной вдовой» и ожидать долгие годы; сам Мэтью также категорически отказывался менять свой образ жизни. Он мало зарабатывал: в среднем Пири платил ему от 20 до 35 долларов в месяц, но иногда выписывал премии для отправки жене; несколько таких просьб сохранилось в переписке Хенсона.
Приобретя некоторую известность, Хенсон рассчитывал участвовать в покорении Северного полюса, не сомневаясь в грядущем успехе Роберта Пири. Сохранилось письмо Евы, адресованное Пири, от июня 1896 года, из которого следует, что она не имела никаких вестей от Мэтью и осведомлялась, когда начнётся следующая экспедиция. Осенью произошла катастрофа: Хенсон обвинил жену в супружеской неверности, а её семья подала встречный иск в неисполнении обязанностей главы семьи. Отношения накалились настолько, что в письме от 5 апреля 1897 года Хенсон сообщал Пири, что хотел бы остаться в Гренландии «хоть на пять, хоть на десять лет… сколько угодно, лишь бы сбежать из этого города». Пири к тому времени организовал летний поход к мысу Йорк, чтобы перевезти в США гигантский железный метеорит, в этом предприятии участвовал и Хенсон. В основном его обязанностями была набивка чучел моржей для экспозиции Музея естественной истории. После его возвращения в октябре 1897 года Ева потребовала развода. Хенсон согласился, более они никогда не общались.
В период 1897—1898 годов Мэтью Хенсон работал в Музее естественной истории: консультировал оформление залов с экспозицией Гренландии и служил переводчиком для эскимосов, привезённых Пири в качестве живых экспонатов. Исследованием их занимался Франц Боас, который также обучал ребёнка-эскимоса по имени Миник.

#### Четыре года на острове Элсмир (1898—1902)

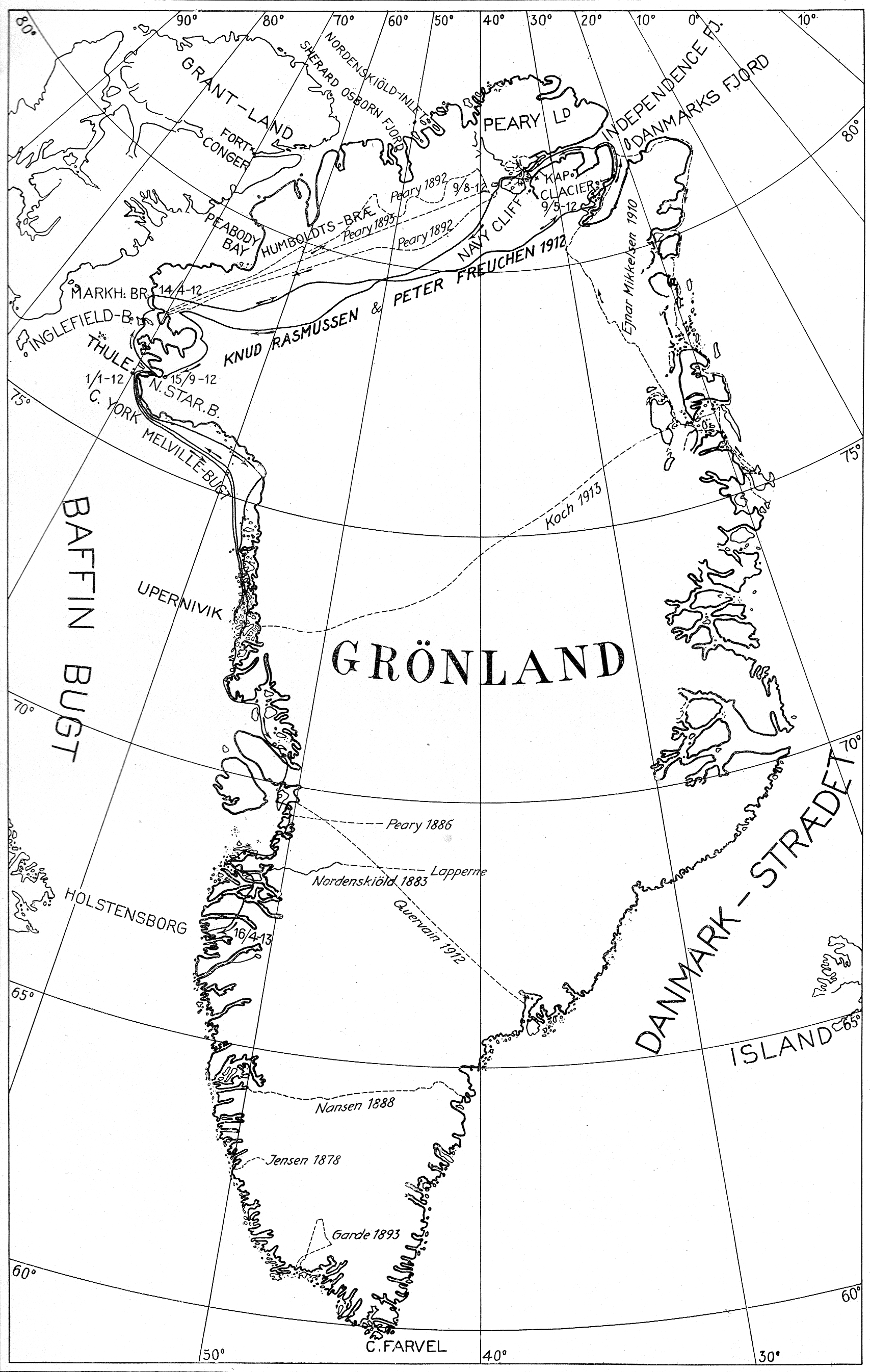
Карта, демонстрирующая маршруты исследователей Гренландии до 1913 года. Составлена Кнудом Расмуссеном

Доставка Робертом Пири гигантского метеорита в Нью-Йорк для общественного мнения США показалась грандиозным успехом, который полностью скрыл неспособность Роберта решить поставленные им самим задачи. Планами Пири стали больше интересоваться в американских университетах, и он отказался от поиска отдельных спонсоров, решив сформировать организацию богатых и влиятельных людей, которые имели возможность влиять на правительственные учреждения и общество. Пири прямо указывал, что будет присваивать найденным географическим объектам имена своих благодетелей, «поскольку ни один человек не сможет получить более королевского по масштабам и вдобавок нетленного памятника, нежели его имя, навсегда вписанное среди скал и льдов». Когда в 1896 году Американское географическое общество учредило Медаль Каллума, спонсоры добились, чтобы первым награждённым ею стал именно Пири. В своей речи он прямо заявил слушателям, что его главной целью отныне является Северный полюс.
Пири спешил ещё и потому, что осенью 1897 года было объявлено о новой норвежской полярной экспедиции на знаменитом «Фраме», целью которой тоже была Гренландия. Пири лично написал её главе Отто Свердрупу, что американцы уже «застолбили дорогу к полюсу», а планы норвежцев освещались прессой США в крайне негативном ключе. В газетах Свердрупа даже называли «узурпатором» и обвиняли в нарушении неписаных джентльменских соглашений: якобы норвежцы, используя методы и опыт Пири, посягнули на область его исследований и будут отнимать ресурсы — эскимосов и ездовых собак. Свердруп ответил Пири, что полюс его не интересует, а норвежцы собирались подробно исследовать северные побережья Гренландии и острова Элсмир и проследовать по архипелагам возможно западнее. Пири не поверил и спрашивал у Свердрупа, для чего требовалось дублировать его собственные работы. В частной переписке Пири не скрывал раздражения и прямо назвал Свердрупа «беспринципным», обвинив в попытке «присвоить мой маршрут, мои планы и мои цели». 7 июля 1898 года, оставив беременную Джозефину, Пири рейсовым пароходом отбыл в Сидни. Команда была сокращена до предела: кроме Хенсона, с Пири пошёл врач Томас Дедрик, на мысе Йорк к ним присоединились двадцать эскимосов. 13 августа Пири прибыл в пролив Смита, но ледовые условия не позволяли пробиться сквозь заторы. Пришлось высаживаться на мысе Дюрвиля в заливе Алман на острове Элсмир (79° с. ш., 30' з. д.) в 250 милях южнее зимовки Грили в Форт-Конгере.
Страх, что Свердруп перебазируется в Форт-Конгер, вынудил Пири на отчаянный шаг: вместе с Хенсоном, Дедриком и четырьмя эскимосами он выступил на север в полярную ночь. При свете керосиновых фонарей и лунном свете (когда это было возможно) команда в буквальном смысле на ощупь продвигалась вдоль побережья. Морозы в ту зиму держались постоянно ниже −50 °С, в результате двое эскимосов со своими упряжками отказались двигаться дальше и закопались в снег, чтобы переждать самый экстремальный холод. Пири настоял на своём, и 6 января 1899 года они наткнулись на остатки зимовья Грили, брошенного 16 лет назад. Физическое состояние Пири было критическим: его правая рука не действовала и причиняла сильную боль, он также совершенно не чувствовал ног. При осмотре доктор Дедрик установил, что начальник сильно обморозился, обувь с него пришлось срезать. Когда удалось восстановить кровообращение, Пири испытывал такие боли, что не мог передвигаться, его посадили на нарты. Когда занялась заря после полярной ночи, экспедиционеры воспользовались попутным ветром, и вернулись на базу, преодолев 250 миль за 11 дней. Там Дедрику пришлось ампутировать Пири семь пальцев на ногах. Моральные страдания Пири усугубились визитом старшего помощника норвежцев — Виктора Баумана, который предложил американцам перейти на «Фрам», на котором их доставят так далеко на север, как позволят ледовые условия. Пири ничего не хотел слушать и заявил, что норвежцам придётся смириться с его первенством; он также подозревал, что скандинавы хотели вызнать его планы.
Полярным летом 1899 года к Пири прибыло китобойное судно «Диана», доставленные запасы позволили Роберту попытаться в сезон 1900 года выступить на крайний север. Оправившись от ран, Пири попытался достигнуть северного побережья Гренландии. В мае он открыл самую северную точку острова — мыс Джесуп (83° 39' с. ш.) — и даже попытался пойти ещё дальше, но быстро понял ошибку — началось таяние морского льда. За неделю Пири прошёл всего 22 мили, достиг точки 83° 50' с. ш. и повернул обратно. В базовом лагере трое полярников встретились с Джозефиной и дочерью Пири — Мэри, которых доставил капитан Сэм Бартлетт. Здесь и разразился главный скандал: во время зимовки Пири и Хенсон завели себе любовниц-эскимосок. Подругу Пири звали Аллакасингва, в 1900 году у них родился сын Кали, которого Роберт прозвал «Сэмми». В 1903 году у пары появилась дочь Авеакуту, но к тому времени путешественник вернулся в США. Джозефина, потеряв за это время новорождённую дочь, была особенно возмущена тем, что её муж связался с «существом, которое едва ли можно назвать человеком». Тем не менее, когда Аллакасингва тяжело заболела, Джозефина выхаживала её и даже настояла, чтобы её соплеменники не удавили ребёнка в случае её смерти, — таков был эскимосский обычай по отношению к сиротам, которым не исполнилось трёх лет. Супруга Пири не стала оставаться с мужем на зимовке, но судно, которое должно было доставить её домой, было блокировано льдами, и Роберт с Джозефиной провели полярную ночь на расстоянии 250 миль друг от друга.
Туземная подруга, которую звали Акатингва, была и у Хенсона (эскимосы дали ему имя «Марипалук», гренл. Mahri-Pahluk). «Технически» она была замужем за охотником-соплеменником Китдлаком, который много времени проводил в разъездах между Гренландией и островом Элсмир. Акатингва отличалась жёстким характером и независимым нравом, а обычаи эскимосов не исключали внебрачных связей и даже обмена жёнами, чем пользовались участники экспедиций Пири. Их общего сына, родившегося в 1906 году, звали Анаукак (гренл. Anaukaq); в Америке потомства у Мэтью не было. Старики-эскимосы ещё в 1980-е годы помнили, что Анаукак был темнокожим с кудрявыми волосами. Необычным в этой связи было то, что эскимосы, по-видимому, приняли Мэтью в члены племени и считали его родственником, а не чужаком. Племенное предание утверждало, что если бы Акатингва не была замужем, родные не возражали, чтобы Хенсон увёз её в Америку. Впрочем, Анаукак воспринимал и Китдлака как родного и гордился тем, что тот «великий охотник». Хенсон так никогда и не узнал, что в Гренландии в 1928 году у него появился внук.
6 марта 1902 года Пири вместе с Хенсоном и четырьмя эскимосами попытался выступить в поход на Северный полюс. Дойдя до Форт-Конгера, они проследовали по побережью до мыса Гекла и смогли 21 апреля достигнуть 84° 17' с. ш. Далее путь им преградила полоса воды, свободной ото льда, — Великая полынья, которая наблюдалась и в последующие годы. Пири прошёл на 27 морских миль больше, чем во время попытки 1900 года, но в том же году стало известно, что Умберто Каньи из экспедиции герцога Абруццкого достиг 86° 34' с. ш., что на 137 миль превышало результаты Роберта.

### Борьба за полюс

#### «Ближе всех к полюсу». Вторая женитьба
Три года между окончанием экспедиции на остров Элсмир и экспедицией на «Рузвельте», начавшейся в 1905 году, почти не документированы в биографии Хенсона. По ряду поздних свидетельств, он работал носильщиком на Центральной железной дороге Нью-Йорка, а затем уборщиком. Попытка вновь устроиться в Музее естественной истории окончилась безрезультатно.
16 июля 1905 года Роберт Пири отбыл в свою последнюю, как он её рекламировал, экспедицию, которая непременно должна была завершиться покорением полюса. Шхуной командовал Роберт Бартлетт, который служил в предшествующие годы старшим помощником на экспедиционном судне «Виндворд». 16 августа в Эта приняли на борт 67 эскимосов, включая женщин и детей, и около 200 ездовых собак, и после тяжёлого пути через проливы впервые пробились к северному побережью острова Элсмир. Поход по паковым льдам начался в феврале 1906 года и едва не окончился катастрофой. Главной проблемой оказалась «Великая полынья», которая преградила путешественникам путь на 84° с. ш. Поиск её объезда занял шесть суток, что делало критичным положение со съестными припасами — отряд был многолюден. Обратно Пири приказал поворачивать 21 апреля; вычисленная им широта была равна 87°6' с. ш., то есть до полюса оставалось 174 географические мили. К тому времени людям приходилось убивать слабейших ездовых собак и употреблять их мясо и внутренности в пищу. Великая полынья на обратном пути имела от полумили до двух миль в ширину, но у Пири не было ни каяков, ни плота, чтобы пересечь открытую воду. Было решено идти по молодому льду: люди двигались цепочкой в 50 футах друг от друга, широко расставив ноги для уменьшения давления на лёд. К моменту прибытия на «Рузвельт» экспедиционеры оказались на грани голодной смерти. Не менее тяжёлым оказалось и возвращение шхуны на юг.

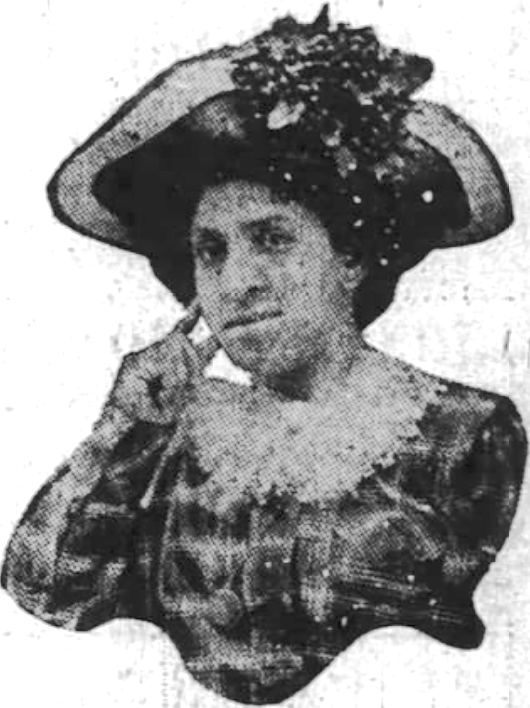
Люси Росс-Хенсон. Фото из газеты «The Pittsburgh Courier» от 1 июля 1911 года

Со своей второй женой Люси Джейн Росс Хенсон познакомился в 1906 году: он снимал квартиру в доме её матери на 35-й Уэст-стрит. Она была одной из немногих чёрных женщин, которая смогла устроиться на работу в Банке Нью-Йорка. После двух лет ухаживаний Люси дала согласие на брак, они поженились незадолго до отбытия «Рузвельта» к Северному полюсу в 1908 году. На церемонии присутствовали только мать Люси и несколько её друзей. 21 июня Хенсон попросил у Пири поднять ему жалованье с сорока до шестидесяти долларов в месяц и получил пятьдесят, не считая снаряжения. Люси Хенсон активно занималась пропагандой достижений своего мужа. Она сделала Мэтью прихожанином Абиссинской баптистской церкви, в которой тот провёл несколько десятилетий.

#### Экспедиция 1908—1909 годов
Примечание: событийная канва приводится с точки зрения Хенсона, описанной в мемуарах «Негр-исследователь на Северном полюсе»
Как и в прошлый раз, «Рузвельт» прошёл близ мыса Йорк и местечка Эта, вербуя эскимосов и набирая ездовых собак. К команде присоединился «сын полка» Кудлукту, который вырос в серьёзного охотника, не забывшего своего патрона. В Эта Пири получил известия от Фредерика Кука, встретившись с участником его экспедиции Рудольфом Франке. Франке был отправлен Пири в США: доктор Гудсел нашёл у него цингу. Роберта встревожило, что Кук тоже собирался пройти к Северному полюсу в сопровождении каюров-эскимосов; слухи об этом ходили ещё в Нью-Йорке. Хенсон был откровенно зол на такое «вероломство» и в данных после возвращения интервью и своих мемуарах не скрывал неприязненного отношения к доктору Куку.
Поход на север начался 1 марта 1909 года по «системе Пири», которая предусматривала движение авангардных отрядов, которые разведывали путь, передавая Пири топливо, провизию и ездовых собак. Первым выступил опытный навигатор Роберт Бартлетт, который должен был прокладывать след. За ним был отправлен Хенсон, в отряд которого был включён и Кудлукту. Всего с Пири пошли пятеро белых людей, один чёрный и семнадцать эскимосов, которые располагали восемнадцатью нартами и 133 собаками. Продвижение в сорокаградусные морозы было крайне тяжёлым, поскольку постоянно ломались нарты, а лёд был чрезвычайно изломанным. Команда не использовала палаток, взамен которых авангардный отряд возводил иглу, которые отмечали трассу, служили вехами и убежищами на обратный путь. 4 марта в одном из таких иглу Бартлетт оставил записку, что путь ему вновь преградила Великая полынья. Ожидание, когда льды сомкнутся, длилось до 11 марта, за это время ассистент Марвин с тремя эскимосами был отправлен в базовый лагерь за дополнительными припасами. На отдыхе врач Гудсел читал Шекспира, а капитан Бартлетт — «Рубайат» Омара Хайяма. Пири, испытывавший сильнейший стресс, часами ходил вдоль кромки льда, ожидая малейших подвижек.
После 11 марта, перебравшись через разводья, Хенсон возглавил авангард. 14 марта экспедиция достигла 84° 29° с. ш., после чего самые измученные люди и собачьи упряжки стали отправлять обратно. Первыми повернули доктор Гудсел и математик Макмиллан, который отморозил пятку. Путь до 20 марта был относительно ровным, тяжёлые гряды торосов встречались лишь изредка. За это время упряжки Джорджа Борупа и эскимоса Аватингвы провалились под молодой лёд, но были вытащены. 20 марта были возвращены Боруп, Марвин и эскимос Кудлукту из команды Хенсона. На обратном пути произошла трагедия: Марвин, который вступил с эскимосами в конфликт, был ими убит и брошен в полынью. Впрочем, ни Пири, ни Макмиллан никогда не пытались расследовать это дело или дать ему ход.
30 марта Пири отправил в обратный путь Бартлетта — самого опытного, кроме Хенсона, полярника и единственного профессионального навигатора. По мнению Хенсона, от полюса их отделяло 130 миль. Пири с самого начала запланировал, что Хенсон будет сопровождать его на Северном полюсе, сообщив ещё на зимовье Макмиллану, что не сможет отправить его назад после двадцатилетнего сотрудничества. С ними пошли ветераны предыдущего похода — эскимосы Сиглу, Ута и Эгингва — и новичок Укеа, которого Пири сравнивал с «полярным Ромео». Он собирался жениться и отдать своей избраннице богатые дары американцев за совершённый подвиг. 3 апреля Хенсон провалился под воду на разреженном поле, но Ута ухватил его за капюшон парки и вытащил на поверхность льда. На двадцатиградусном морозе вода замёрзла на поверхности меховой одежды, и Мэтью немедленно переменил обувь и рукавицы. Хенсон писал, что не поблагодарил эскимоса за спасение своей жизни, но тот и не ожидал благодарности.
В 10 часов утра 6 апреля 1909 года Пири объявил, что они достигли цели. Температура была 15° ниже нуля, ледовое поле было прочным, состоя из старого льда. Проведя наблюдения, Пири устроил «шоу»: фотографировал Хенсона и эскимосов с флагами организаций-спонсоров.

## После экспедиций. Признание (1910—1955)

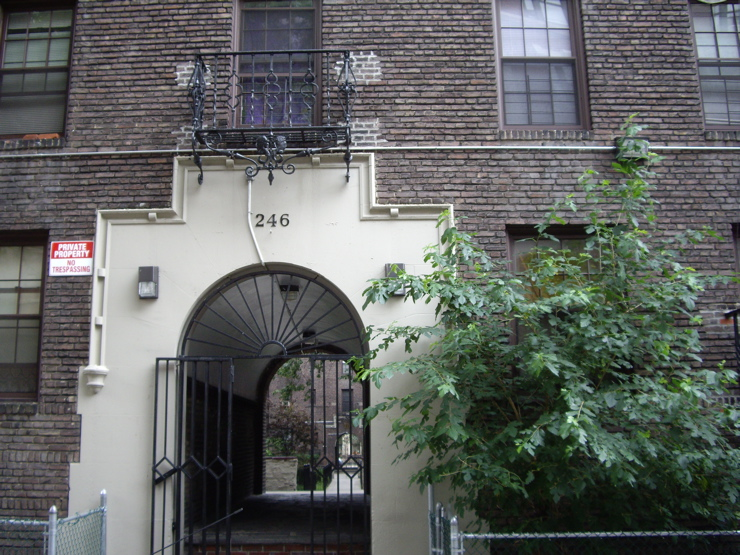
Дом № 246 по 150-й Уэст-стрит в Нью-Йорке, в котором жили супруги Хенсоны

После возвращения из экспедиции 1909 года Хенсон получил гонорар 750 долларов, положенный от Арктического клуба Пири всем участникам путешествия. Полагалась ему и отдельная премия, которая оценивается в разных источниках в сумму от 150 до 1000 долларов. С Робертом Пири после этого они встречались только один или два раза: бывший патрон был сильно обозлён попытками Хенсона самостоятельно выступать с лекциями о путешествии, а также тем, что тот отдал негативы не всех сделанных им фотографий. Хенсон не имел работы и не сумел накопить никаких сбережений. Хенсон не участвовал в торжественной встрече Пири 16 октября 1909 года в Мидлтауне. Лекционный тур был не слишком удачным: негритянская газета «The Chicago Defender» 7 февраля 1910 года сообщала, что «мистер Хенсон не оратор и не учёный, речь его не очень складная, но слушают его с большим интересом и удовольствием». В общем, он сумел заработать 2700 или 2800 долларов. Далее в журнале «The World's Work» увидела свет статья Хенсона «Негр на Северном полюсе», и 17 июля газета «Boston American» напечатала интервью с Хенсоном, в котором тот откровенно заявил, что «Пири перестал быть моим другом». Там же Хенсон заявил, что шёл в авангарде полюсного отряда и достиг точки Северного полюса примерно на 45 минут раньше, чем Роберт Пири. К тому времени Хенсон поселился в Гарлеме, где работал швейцаром. Благодаря поддержке местного политика Ч. Андерсона в 1913 году президент У. Тафт лично распорядился устроить Хенсона на государственную службу. Дональд Макмиллан утверждал, что назначение было проведено через Арктический клуб Пири, а Мэри Пири — что это было заслугой её отца. Хенсон начал работать рассыльным, а затем клерком на Нью-Йоркской таможне. Жалованье его поначалу составляло 900 долларов в год, а затем было увеличено до 2000. На Рождество 1936 года он вышел на пенсию размером 1000 долларов в год.
После 1929 года супруги Хенсоны жили в квартире в доме № 246 на 150-й Уэст-стрит в Гарлеме. Отношение к Хенсону в США в течение почти двух десятилетий может быть охарактеризовано как «доброжелательное пренебрежение». Единственным исключением стало чёрное сообщество Нью-Йорка, которое ещё в 1909 году устроило Хенсону чествование в Клубе Такседо, на котором Букер Вашингтон вручил ему золотые часы от Tiffany. Хенсон пытался разными путями оформить себе пенсию ещё с 1929 года, причём в 1936 году член Палаты представителей от Иллинойса Артур Уэргс Митчелл попытался провести законопроект о предоставлении ему пенсии в 2500 долларов в год и награждении медалью, но безрезультатно. В 1924 году Хенсон получил почётную степень магистра от Колледжа Моргана, почётную магистерскую степень от университета Говарда он получил в 1939 году. В честь двадцатилетия покорения полюса Торговая палата Бронкса вручила Хенсону серебряный кубок.

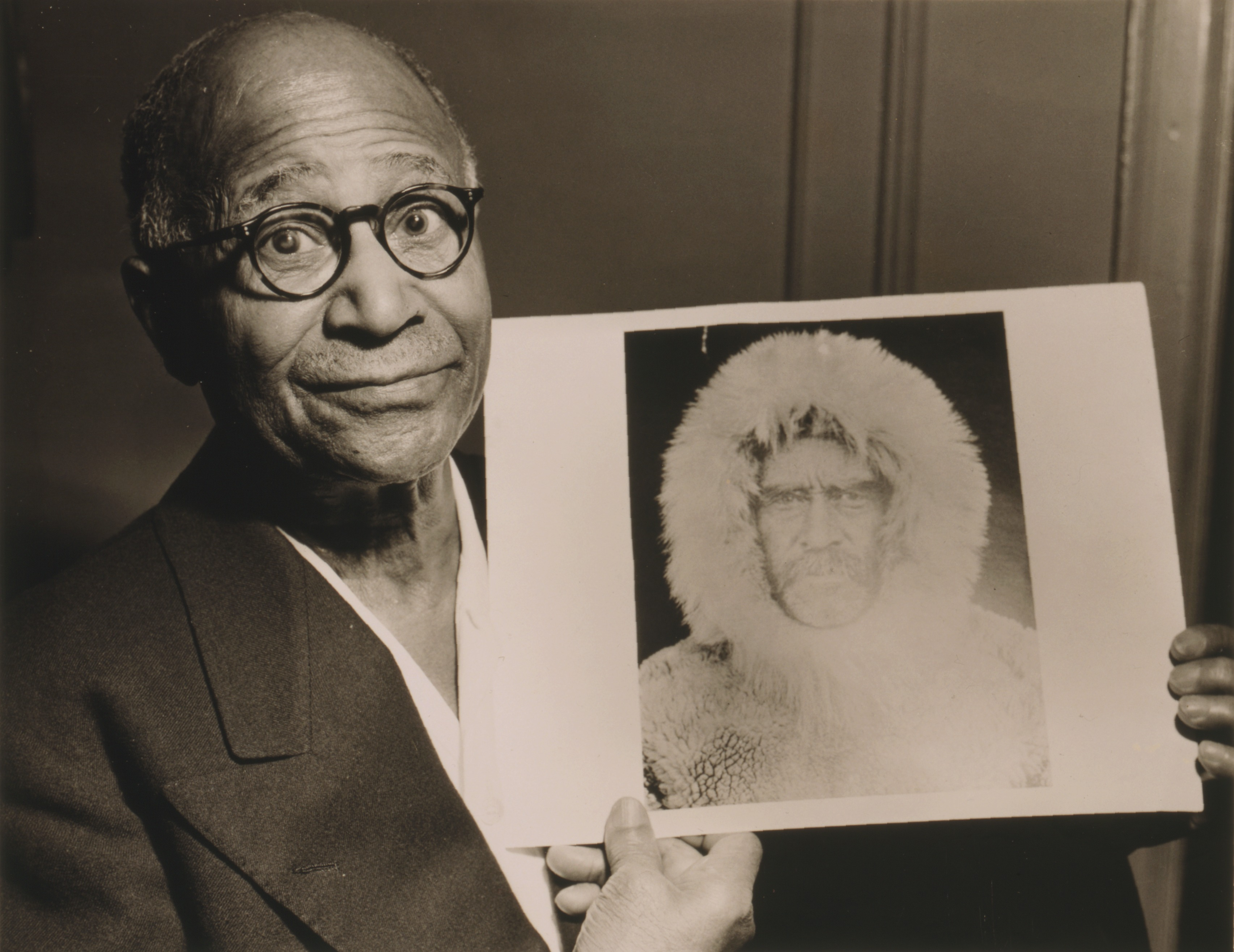
Мэтью Хенсон позирует с портретом Роберта Пири в 1953 году

Борьба афроамериканцев за повышение своего статуса в годы Второй мировой войны косвенно сказалась и на судьбе Хенсона. В 1944 году Конгресс США постановил вручить ему дубликат серебряной медали Пири, присуждённой тому за достижение полюса. В 1945 году медаль ему вручил и американский военно-морской флот. В 1937 году Клуб первооткрывателей ввёл Мэтью в свои ряды; он нередко посещал заседания клуба и регулярно общался с капитаном Бартлеттом. В 1948 году тот же клуб присудил ему почётное членство. В том же году Чикагское географическое общество наградило Хенсона золотой медалью, которую вручал Дональд Макмиллан. Макмиллан также проводил переговоры с руководством Боудин-колледжа о присуждении Хенсону почётной степени, но этого так и не произошло. Существуют сведения, что примерно в это же время у Хенсона взяли интервью для телевидения, но неясно, выходила ли эта программа в эфир. Министерство обороны в 1949 году вынесло путешественнику благодарность за открытие Северного полюса, а в следующем году он побывал в Белом доме на приёме у президента Трумэна. В 1954 году он во второй раз удостоился с женой президентского приёма, на этот раз у Дуайта Эйзенхауэра. Здоровье его постепенно ухудшалось: в 85-летнем возрасте ему была прооперирована грыжа, а в марте 1955 года путешественнику пришлось сделать срочную операцию на простате. Через два дня, 9 марта 1955 года, Мэтью Хенсон скончался от кровоизлияния в мозг. Панихида была проведена в Абиссинской церкви, тело было погребено на кладбище Вудлон в Бронксе; в прессе утверждалось, что в последний путь его провожала тысяча человек, в том числе датский путешественник Петер Фройхен.

## «Негр-исследователь на Северном полюсе»

Титульный лист издания 1912 года

### Самопрезентация
Под названием «Негр-исследователь на Северном полюсе» Хенсон выпустил в 1912 году автобиографию, снабжённую предисловием Роберта Пири и Букера Вашингтона (главы Индустриального педагогического института Тускиги). В последующие годы книга несколько раз переиздавалась с изменённым в угоду политической корректности заглавием (слово «негр» в переизданиях 1969 и 1989 годов было заменено на «Чёрный исследователь»). Издание 2017 года, полностью воспроизводившее оригинал, было названо на обложке «Историческое путешествие по Арктике Мэтью А. Хенсона». Книга Хенсона была написана безыскусным слогом, представляя фактологический отчёт с подробными описаниями разнообразных повседневных событий в экспедициях Роберта Пири. Хенсон практически не комментировал событий, в которых участвовал, и неизменно подчёркивал роль своего руководителя, тогда как о собственных достижениях повествовал скромно, без эмоций. Хенсон представал перед читателем лишь в качестве одного из участников похода, правда, имеющего собственную роль и чётко обозначенный круг обязанностей — квалифицированного каюра, переводчика с эскимосского наречия и разнорабочего на зимовке. Хенсон понимал своё место, то есть он не являлся полноправным членом кают-компании, но никогда не упоминал о причинах своего подчинённого положения, будь то нехватка образования, низкий социальный или расовый статус. Единственным намёком на последнее являлось завершение книги, где он именовал себя «Отелло». Впрочем, расовый статус автора был вынесен как рекламный элемент, что подчёркивалось и в двух предисловиях. Роберт Пири подчёркивал, что сами по себе ни образование, ни воспитание, ни цвет кожи не влияют на работоспособность, интеллект и возможности достигнуть высочайших побед. В основу своего предисловия он положил речь на банкете в честь Хенсона, устроенном в 1909 году Национальной ассоциацией содействия прогрессу цветного населения, в которой поздравил афроамериканцев с появлением из их среды Мэтта Хенсона. Букер Вашингтон особо остановился на причинах, почему Пири был единственным белым в отряде, состоящем из негра и четырёх эскимосов. Вашингтон восхвалял «верную службу» Пири, сделавшую Хенсона незаменимым, и подчёркивал, что «храбрость, верность и способности почитаются и вознаграждаются», вне зависимости от того, имеет ли носитель этих качеств чёрную или белую кожу. И Пири, и Вашингтон использовали литературный троп «верного слуги». Сам Хенсон тоже писал, что «от времён строительства пирамид негры были верными и постоянными спутниками белых», и он чрезвычайно горд тем, что «избран судьбой представлять свою расу в величайшем из приключений в мире».

### Стилистика и вопрос авторства
В содержательном отношении книга Хенсона почти целиком касается лишь его участия в экспедициях Пири, с особым упором на покорение Северного полюса в 1909 году. Он почти не использовал обычных в то время литературных тропов и гипербол, не сравнивал покорение полюса с военной победой. Хенсон много и охотно хвалил своих спутников по экспедициям, а критиковал почти исключительно Фредерика Кука. При этом сложно определить, насколько замыслы Хенсона были подчинены требованиям издателей или самого Роберта Пири. Д. Холланд отдельно рассматривала вопрос о литературных навыках Хенсона, поскольку почти сразу возникла идея, что текст книги был написан «писателем-призраком». Из имеющихся данных следует, что Хенсон, по крайней мере, был заядлым читателем. Получив только начальное образование, он сам указывал, что его главным учителем явился работодатель — капитан Чайлдс; далее Мэтью много занимался с Томасом Дедриком, врачом экспедиции на острове Элсмир, который зафиксировал их совместные штудии в дневнике 1900 года. Хенсон упоминал в автобиографии личные книги: у него были «Холодный дом» Диккенса, «Казарменные баллады» Киплинга, стихотворения Томаса Гуда, Библия и книги самого Пири. Для собственных публичных выступлений он готовил заметки самостоятельно. Сохранились и некоторые автографы Хенсона, они демонстрируют чёткий, крупный, хорошо сформировавшийся почерк. Пунктуацию он почти не использовал, орфография свидетельствует о тяготении к фонетическому написанию. Его личный письменный язык был полностью сформирован и демонстрирует чёрный диалект Восточного побережья. Стенограмма интервью Лоуэлла Томаса с Мэтью Хенсоном, опубликованная в 1939 году, также свидетельствует о его богатом устном лексиконе. Несколько машинописных документов за подписями Хенсона, вероятно, были отредактированы его женой Люси Росс, которая вела самостоятельное дело и состояла в нескольких профессиональных обществах.
Высказывалось предположение, что Люси Росс была полноценным соавтором Хенсона, о чём прямо говорится в его письме Роберту Пири от 10 апреля 1911 года. Вполне возможно, что большую правку текста и стиля провёл и редактор-издатель Фредерик Стокс; но при этом следует иметь в виду, что его политика предусматривала свободу авторского самовыражения. 29 июля того же года Стокс писал Пири, что не следует «слишком полировать» рукопись Хенсона, поскольку «книга будет намного интереснее, если оставить её как можно ближе к авторскому варианту, со всеми его недостатками». Спутник Пири Дональд Макмиллан уже в 1965 году заявлял, что книгу написал некий помощник Стокса, не называя, впрочем, его по имени. При этом известно, что текст книги Пири «Северный полюс» создал А. Томас, который также работал у Стокса. В содержательном отношении автобиография хорошо согласуется с интервью Хенсона разных лет; упоминал он и о регулярном ведении походного дневника. От дневника сохранились только несколько страниц 1905 года, переписанных рукою Хенсона. Возможно, дневник перешёл в архив Пири, но в его фондах он так и не был обнаружен. Биограф Кука и Пири Роберт Брайс утверждал, что Хенсон испытывал влияние устных и дневниковых сообщений своих спутников по походу 1909 года, в частности, врача Гудсела. Также Брайс заявил, что именно Пири определял содержательные стороны книги своего ассистента и заплатил Стоксу 500 долларов за рекламу книги (изначально предполагалось застраховать рукопись от убытков). Пири и Стокс имели право редактировать рукопись, некоторые идеи были предложены Робертом, но не приняты.

## Память

### Историография

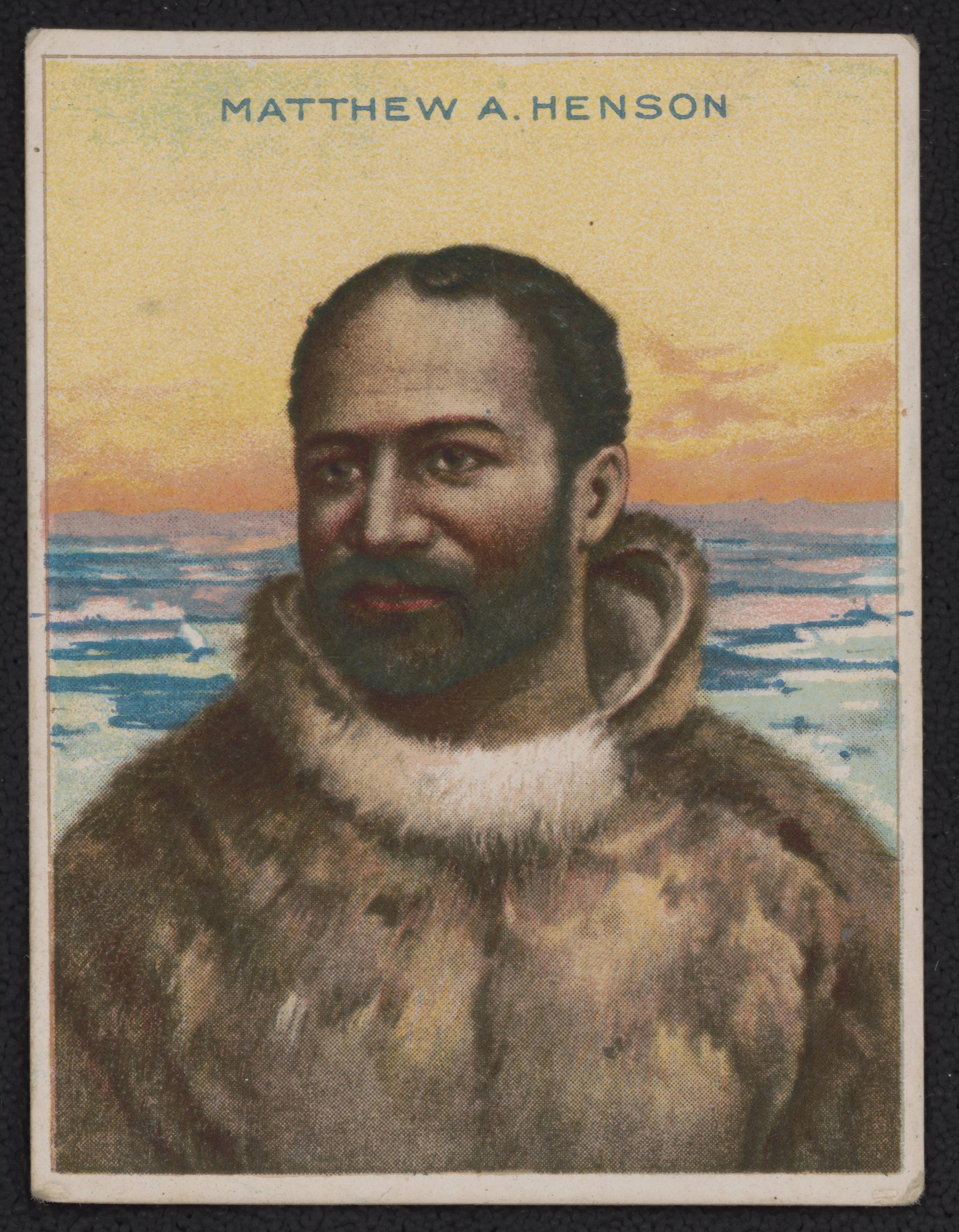
Хромолитография, помещённая на обложку книги «Тёмный товарищ»

Память о Мэтью Хенсоне, по словам Дирдри Стэм, коренится в области социальной истории США, а не в «узкой области полярной историографии». Иными словами, «опытных и преданных помощников в других полярных предприятиях, сколь бы ни был знаменит их руководитель, редко вспоминают и редко отмечают». Хенсон явился знаковой фигурой борьбы чернокожих американцев за свои права и сделался символом «доблести человека афроамериканского происхождения». Высказывалось даже предположение, что молодые читатели XXI века, интересующиеся полярными вопросами, осведомлены о Хенсоне в большей степени, чем о его патроне Пири.
Биография Хенсона «Dark Companion», написанная и опубликованная с его слов Бредли Робинсоном в 1947 году, остаётся, наряду с «Негром-исследователем», важным первоисточником. Цели и потенциальная аудитория автобиографии Хенсона и его авторизованной биографии радикально отличались. «Негр-исследователь» вышел в разгар спора Роберта Пири и Фредерика Кука о приоритете в открытии Северного полюса, и рассматривался как важное свидетельство очевидца. Продажам книги способствовало и то, что она опровергала сложившиеся расовые стереотипы, в частности, что «порождения тропиков» не в состоянии работать в полярных регионах. Однако, по утверждению Аллена Коунтера, «Негр» не был рассчитан на белую читательскую аудиторию, хотя и был тепло принят чёрными читателями. «Тёмный товарищ» Робинсона — это беллетризированное произведение с вымышленными диалогами, хотя Дональд Макмиллан в предисловии подтверждал документальную основу книги. При этом он не скрывал раздражения от того, что называл «преувеличением роли Хенсона в экспедиции», предложил множество исправлений в рукопись, но они не были приняты. Исследователь Шелдон Рипли, работая над биографией Хенсона в 1960-е годы, не смог отыскать источники на события его ранней биографии, хотя вдова утверждала, что все события истинны. Например, оказалось, что в судовых регистрах США не было никакого капитана Чайлдса, зато было целых три трёхмачтовых корабля с таким именем.
Значительная часть биографий Хенсона, публикуемых после 1960-х годов, предназначались для детской и юношеской аудитории (с присущими этому жанру неизбежным упрощением); отчасти, были инспирированы движением «чёрной гордости». Дирдри Стэм отмечала, что произведения такого типа использовали мифологему «первенства» Хенсона в разных категориях; чтобы сделать повествование максимально захватывающим, авторы с готовностью использовали понятия «победы», «покорения», «подчинения», и т. д. Образ Хенсона, которого регулярно именуют «чёрным учёным» или первооткрывателем, или географом, существенно искажён. Его в полной мере можно назвать героем за его действительные достижения, особенно, учитывая его происхождение и жизненные обстоятельства. Однако он никогда не был самостоятельной фигурой, всю жизнь работал в команде, тогда как его достижения «командного игрока» систематически недооцениваются. Учитывая практическое отсутствие источников личного происхождения, ненадёжность биографических свидетельств и прочего, создание современной биографии Хенсона представляется крайне маловероятным.

### Награды и увековечивание памяти

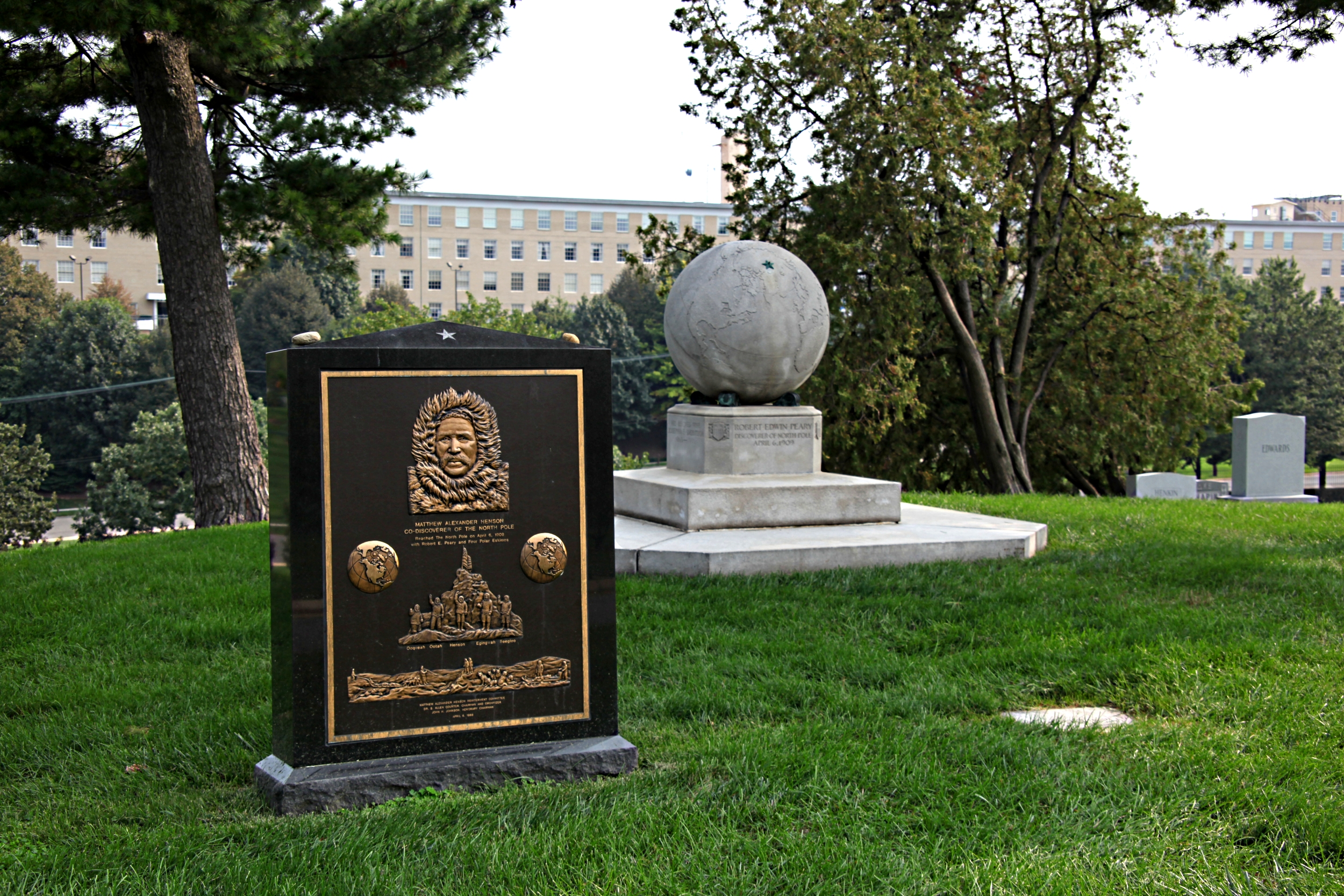
Надгробие М. Хенсона на Арлингтонском национальном кладбище в 2011 году. На заднем плане — захоронение Роберта Пири

В 1950-е годы систематической пропагандой личности и наследия Хенсона занимался афроамериканский учитель и журналист из Балтимора Герберт Фрисби, который добился значительных успехов. В 1953 году скульптурный бюст Хенсона был помещён в Клубе первооткрывателей, в коллекции этого учреждения хранятся две пары рукавиц путешественника и его нарты. Кончина полярника в 1955 году была отмечена отдельной резолюцией Генеральной ассамблеи штата Мэриленд. На следующий год Г. Фрисби достиг на самолёте Северного полюса, над точкой которого выбросил капсулу с мемориальной плакеткой Хенсона, флагами США и Мэриленда, и даже, по некоторым сведениям, Библией, которая была у Мэтью, когда он ходил в поход с Пири. Памятная доска с именем М. Хенсона была в 1961 году установлена в Капитолии штата Мэриленд в Аннаполисе. Кульминацией признания роли Хенсона в полярных достижениях стало перезахоронение праха его и жены на Арлингтонском национальном кладбище близ погребения Роберта и Джозефины Пири. Этому предшествовала кампания исследователя Сэмюэла Аллена Каунтера, который разыскал потомков Хенсона в Гренландии и доказывал, что путешественник являлся не менее достойным погребения на центральном мемориальном кладбище США, чем Роберт Пири. В 1987 году Каунтер организовал первый визит эскимосских потомков Пири и Хенсона в Вашингтон и добился того, что мэр столицы провозгласил день официального приезда — 3 июня 1987 года — «Днём Мэтью Хенсона». При этом мэр не скрывал, что впервые слышит это имя. Первый запрос о перезахоронении был отклонён Министерством обороны США на том основании, что Хенсон никогда не состоял на военной службе. Каунтер возражал, указывая, что это повторение официального расизма начала XX века под другими формулировками. В октябре 1987 года президент Р. Рейган подписал разрешение о захоронении в Арлингтоне. Тогда же возникла идея, чтобы вместе с Хенсоном упокоилась и его жена Люси Росс, подобно тому, как Джозефина Пири сопровождала в посмертии Роберта; эта идея была поддержана гренландскими потомками Пири и Хенсона. Церемония прошла 6 апреля 1988 года, в ней, кроме прочих, участвовал первый чернокожий астронавт Г. Блуфорд и подруга Люси Хенсон Дороти Хайт, которая возглавляла Национальный совет негритянских женщин.
В честь своего ассистента Роберт Пири назвал мыс Хенсон на северо-западном побережье Гренландии (77°23' с. ш., 71°18' з. д.). В 1994 году в честь Хенсона было названо океанографическое судно ВМФ США USNS Henson (T-AGS-63). В сентябре 2021 года Международный астрономический союз назвал в честь Хенсона кратер близ Южного полюса Луны.
В 1963 году в честь Хенсона была названа вновь открытая начальная школа в Балтиморе, а Новом Орлеане новый актовый зал Университета Дилларда получил имя Хенсон-Холл.
Национальное географическое общество в 2000 году посмертно наградило Хенсона Медалью Хаббарда (в церемонии участвовала его внучатая племянница) и учредило ежегодную стипендию в 10 000 долларов для национальных меньшинств округа Колумбия. Верн Робинсон — сын первого биографа Хенсона — в 2001 году учредил Фонд Пири и Хенсона и Общество Мэтью Хенсона, для просветительской деятельности и пропаганде «партнёрства» Роберта Пири и Мэтью Хенсона. Юридическая школа Вашингтонского университета в 2003 году учредила стипендию Хенсона по экологическому праву. В 2009 году Американское географическое общество посмертно удостоило Хенсона Медали Каллума. Награду приняла праправнучка Хенсона — Лейла Савой Андраде, а лекцию о его достижениях прочитала Дирдри Стэм (Университет Лонг-Айленда).
В 1986 году национальная почтовая служба США выпустила почтовую марку с изображением Хенсона. Смитсоновский институт приобрёл картину Уильяма Х. Джонсона, изображающую Пири и Хенсона на Северном полюсе, спонсированную фондом Хармона. В качестве второстепенного персонажа Хенсон был выведен в романе «Регтайм»; Театр Поля Робсона в Бруклине поставил пьесу Джона Берда «Разделённый полюс» (1989). В Чикаго и Торонто в 2000-е годы были поставлены пьесы, посвящённые Хенсону и его эскимосской любовнице Акатингве. Бюст Хенсона установлен в Национальном музее восковых фигур в Балтиморе.

### Мэтью Хенсон и спор о приоритете в достижении Северного полюса

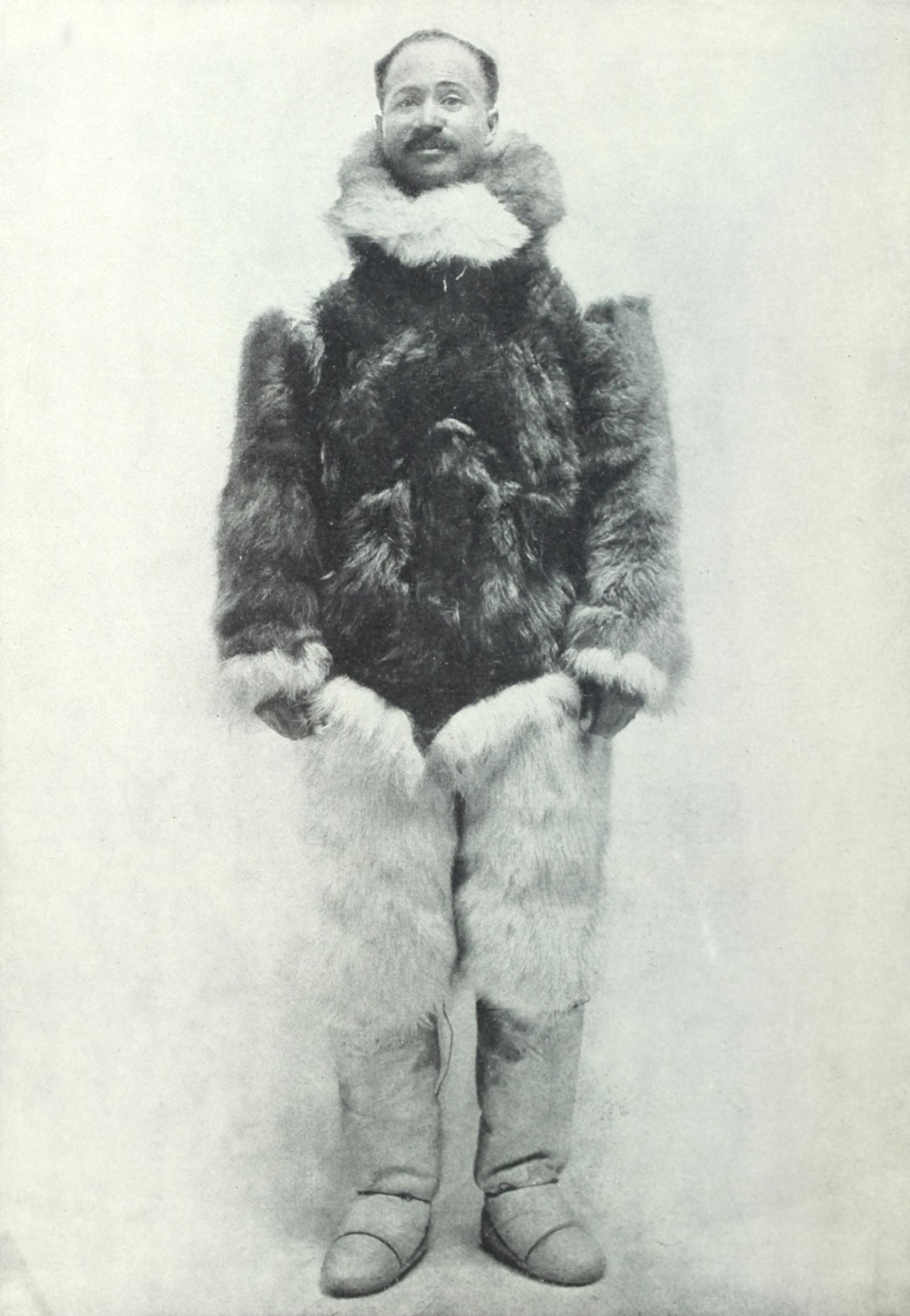
Фото Мэтью Хенсона в полярной одежде из журнала «The World’s Work»

Практически сразу после возвращения в США Роберта Пири его достижение было поставлено под сомнение. За неделю до его объявления о достижении Северного полюса 6 апреля 1909 года, Фредерик Кук, находясь в Дании, заявил, что достиг полюса в сопровождении двух эскимосов 21 апреля предыдущего, 1908 года. Этот спор так и не разрешён научными средствами. После церемонии перезахоронения Хенсона в 1988 года вопрос о приоритете Пири вновь заинтересовал американскую публику. Критик Пири писатель Деннис Роулинз объявил, что обнаружил в Национальном архиве подлинник навигационных расчётов Пири, затерявшийся в бумагах И. Боумена — президента Американского географического общества. В его интерпретации, Пири не был профессиональным навигатором, не обладал навыками передвижений по дрейфующему льду, и не приблизился к полюсу ближе, чем на 121 милю. Впервые эта версия была выдвинута Роулинзом в 1970 году. В том же году журналист Теон Райт выпустил книгу «Большой гвоздь», в которой также доказывал, что все заявления Пири были полностью фальсифицированы. Их поддержал британский полярник Уолли Герберт, который на основании как собственного опыта, так и архивных данных, утверждал, что Пири не достиг полюса и находился на значительном отдалении от его точки. Герберт обращал внимание, что Пири иррационально считал Северный полюс своей собственностью и полагал, что Бог даровал именно ему право открытия. Афроамериканское сообщество в этой связи заинтересовалось ролью Мэтью Хенсона в данной полемике.
Во время разбирательства дела Пири — Кука в Конгрессе США Мэтью Хенсон никогда не привлекался в качестве свидетеля. Речь шла и об официальном расизме: эскимосы и негр считались не способными к усвоению даже элементарных навыков в навигации. По свидетельству очевидцев, Хенсона глубоко оскорбило печатное заявление Адольфа Грили о неверии в достижение Пири, тем более что единственным свидетелем был «невежественный негр». На самом деле Хенсон имел необходимые навыки и профессионально обучался навигации у Росса Марвина полярной зимой 1908—1909 годов, о чём свидетельствовал Макмиллан. Сэмюэлу Каунтеру удалось отыскать в архиве собственные навигационные расчёты Хенсона. Более того, в автобиографии Хенсона 1912 года и в биографии 1947 года, написанной с его слов, было объявлено, что Мэтью как глава авангардного отряда ступил в точку полюса на сорок пять минут раньше, чем Пири. При этом Хенсон крайне негативно отозвался о Фредерике Куке. Основываясь на своих воспоминаниях об экспедициях 1892 и 1901 годов, полярник заявил, что Кук не имел должной физической подготовки, и весьма пренебрежительно отозвался о его способностях к ориентированию и навыкам в эскимосском языке.
Подытоживая аргументы, Дирдри Стэм утверждает, что даже если Мэтью Хенсона можно назвать первым афроамериканцем или первым не-белым человеком, достигшим Северного полюса, это «не должно быть определяющим фактором интереса публики к его опыту или оценке его достижений». Спор о приоритете Пири или Кука «затмил» тот факт, что и Пири, и Кук внесли значительный вклад в развитие методов полярных исследований.

## Мемуары
- Henson M. A. A negro explorer at the North pole / with a foreword by Robert E. Peary. — New York : Frederick A. Stokes company, 1912. — xx, 200 p.
  - Henson M. A. A journey for the ages, Matthew Henson and Robert Peary's historic North Pole journey / Introduction to The Explorers Club Edition by Deirdre C. Stam. — New York : Skyhorse Publishing, 2017. — xviii, 232 p. — First published 1912 as A Negro Explorer at the North Pole by Frederick Stokes Company. — ISBN 978-1-5107-0755-9.

### Комментарии
1. ↑  В брачном договоре 13 апреля 1891 года датой рождения Хенсона поставлено 8 августа 1868 года[1]
2. ↑  Датский путешественник Петер Фройхен передавал суждения о Хенсоне его эскимосского друга Ута, который называл его Марипалук: «Марипалук был единственным человеком из земли Пири, который научился говорить на нашем языке не как младенец. Когда говорят американцы, трудно не засмеяться, а Марипалук мог говорить как взрослый умудрённый эскимос. Он хотел научиться нашим обычаям, и это ему удалось. Никто не был лучшим погонщиком собак, чем он… Он мог починить упряжь или сшить новую, и никто не строил иглу лучше и быстрее, чем он. Марипалук умел петь, как мы, танцевать, как мы, и рот его был полон историй, которых никто прежде не слышал»[13].
3. ↑  Согласно поздним воспоминаниям, несмотря на все их размолвки, Хенсон очень скорбел после кончины Пири, последовавшей в 1920 году[56][57]